# Laverda 150 American Eagle Renegade
La American Eagle 150 Renegade è la motocicletta di maggior importanza tecnica e stilistica nata dall'accordo di collaborazione tra la statunitense American Eagle e l'italiana Moto Laverda.
La "150 Renegade" è uno scrambler costruito dalla Laverda sulla base del proprio modello "125 Trail", mantenendo invariata la struttura telaio-sospensioni-freni.
Già nel 1967 la Laverda aveva importato negli Stati Uniti un modello simile, con l'identico propulsore di cilindrata aumentata a 150 cm³, sia con marchio proprio, sia come Garelli Gladiator, cercando di sfruttare la superstite rete di vendita americana della Garelli. In entrambi i casi senza eccessiva fortuna commerciale.
Il modello prodotto in collaborazione con la American Eagle, invece,  riuscì a conquistarsi una discreta clientela, soprattutto grazie alla nuova e modernissima carrozzeria in vetroresina. Quest'ultima, quasi fantascientifica per l'epoca, riuniva visivamente in una sola sovrastruttura il serbatoio, le fiancate, la sella, il codino e il parafango posteriore.
Il sistema, denominato "Custom Unicon Styling", era stato ideato dal designer americano Lenny Stobar e, oltre a proporre per la prima volta la sovrastruttura integrata in vetroresina su una moto di serie, consentiva ai clienti la possibilità di acquistare separatamente altre due parti posteriori intercambiabili, in modo tale da poterle facilmente sostituire per trasformare il veicolo da scrambler in trail o fast back street.
La American Eagle 150 Renegade, presentata sul mercato americano nel 1968 e sostanzialmente sconosciuta in quello europeo, riveste una particolare importanza nel campo dell'innovazione stilistica, precedendo di cinque anni la celeberrima Triumph X-75 Hurricane disegnata da Craig Vetter il quale, a torto, viene spesso citato come l'inventore delle motociclette naked con sovrastrutture integrate, generalmente chiamate "monoscocca".
Elegante e vistosa, fornita nella sola livrea rosso-arancione, la "Renegade" era anche una moto robusta e versatile, dai consumi molto contenuti, particolarmente gradita dalla clientela giovanile statunitense.